# Polychrus acutirostris
Polychrus acutirostris är en ödleart som beskrevs av  Johann Baptist von Spix 1825. Polychrus acutirostris ingår i släktet Polychrus och familjen Polychrotidae. Inga underarter finns listade i Catalogue of Life.